# Tanque yanqui
Tanque yanqui (calco lingüístico del inglés yank tank) es un término compuesto coloquial para referirse a los grandes automóviles estadounidenses fabricados durante las décadas de 1950 y de 1960, así como también para referirse a algunos de los mayores vehículos deportivos utilitarios actuales (sports utility vehicles, SUVs) fabricados en los Estados Unidos.

## Autos estadounidenses en el extranjero en la segunda posguerra
El término compuesto “tanque yanqui” también ha sido usado en el argot australiano y canadiense para referirse a un tipo similar de automóviles, pero más generalmente para describir cualquier auto estadounidense considerado grande y difícil de manejar, incluyendo tanto los coches clásicos (como los Cadillacs) así como también los modernos SUV.
El término ingresó al vocabulario general británico durante la Segunda Guerra Mundial (1939-1945) y especialmente durante la posterior década de 1950 (es decir, durante la Guerra Fría temprana contra el entonces régimen comunista soviético de Iósif Stalin), cuando algunos militares estadounidenses entonces estacionados en el Reino Unido importaron automóviles desde los propios Estados Unidos.
Esto sucedía durante un tiempo en el cual los autos estadounidense alcanzaron su máximo tamaño (en una época en la que la gasolina todavía era barata y el ahorro de combustible importaba poco y nada), además de alcanzar su estilo más extravagante (incluyendo cada vez más grandes alerones laterales traseros que alcanzaron su máxima expresión a fines del decenio de 1950), llevando al surgimiento del término compuesto “tanque yanqui” en relación con el gran e incómodo tamaño de estos autos sobre las típicamente angostas y serpenteantes carreteras británicas. Esta diferencia era particularmente grande porque los coches británicos de los denominados “años de austeridad” de la guerra y de la inmediata posguerra, a fines de los años 1940 y comienzos de los 1950, eran generalmente pequeños, tenían poca potencia poseían bajos niveles de equipamiento adicional y tenían poco estilo en comparación. No obstante, el uso de ese término ya no tiene lugar en el Reino Unido.

## Coches clásicos estadounidenses en Cuba

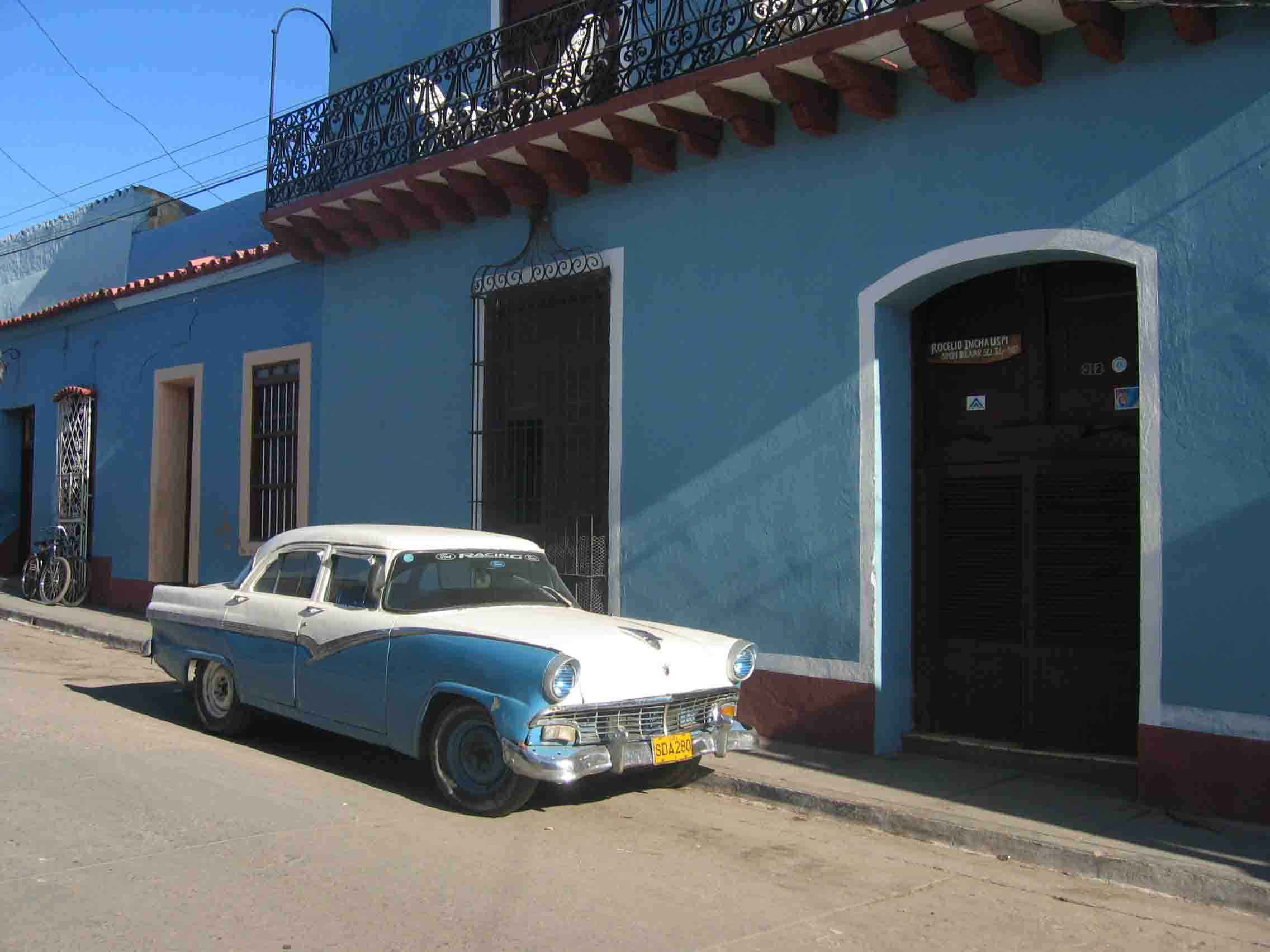
Un “tanque yanqui” o una “máquina” Ford de 1956 en la localidad cubana de Trinidad.

En Cuba se suele usar la palabra “máquina” (de forma análoga al vocablo italiano macchina, pronunciada /mákkina/) para referirse a los automóviles. Sólo que en el caso cubano en particular, se la tiende a usar con preferencia para describir a los clásicos tanques yanquis (por ejemplo del tipo Chevrolet de 1957, Dodge de 1958, Ford de 1953, etc.) existentes en tal isla de las Grandes Antillas, de los cuales aún existen un estimado de unos 60.000 aún funcionando en la actualidad.
En 1962 el entonces gobierno demócrata de John Fitzgerald Kennedy impuso un embargo económico, comercial y financiero contra el entonces recientemente radicalizado gobierno comunista de Fidel Castro, efectivamente cortando el comercio bilateral entre ambos países. Esto significaba que los automóviles cubanos fabricados en los Estados Unidos no podrían recibir repuestos originales cuando se les rompía alguna pieza.
Actualmente la única forma de poder mantener a estos autos en la carretera hoy en día es mediante es por medio del ingenio cubano para adaptar productos caseros y antigua tecnología soviética en estos vehículos.
Si un auto no puede ser reparado a tiempo, el coche es usualmente “aparcado” para una eventual reparación futura o “partido” (separado en piezas) (sus piezas internas son extraídas) para producir algo de dinero extra para la familia del dueño para que otros autos puedan seguir en la carretera.

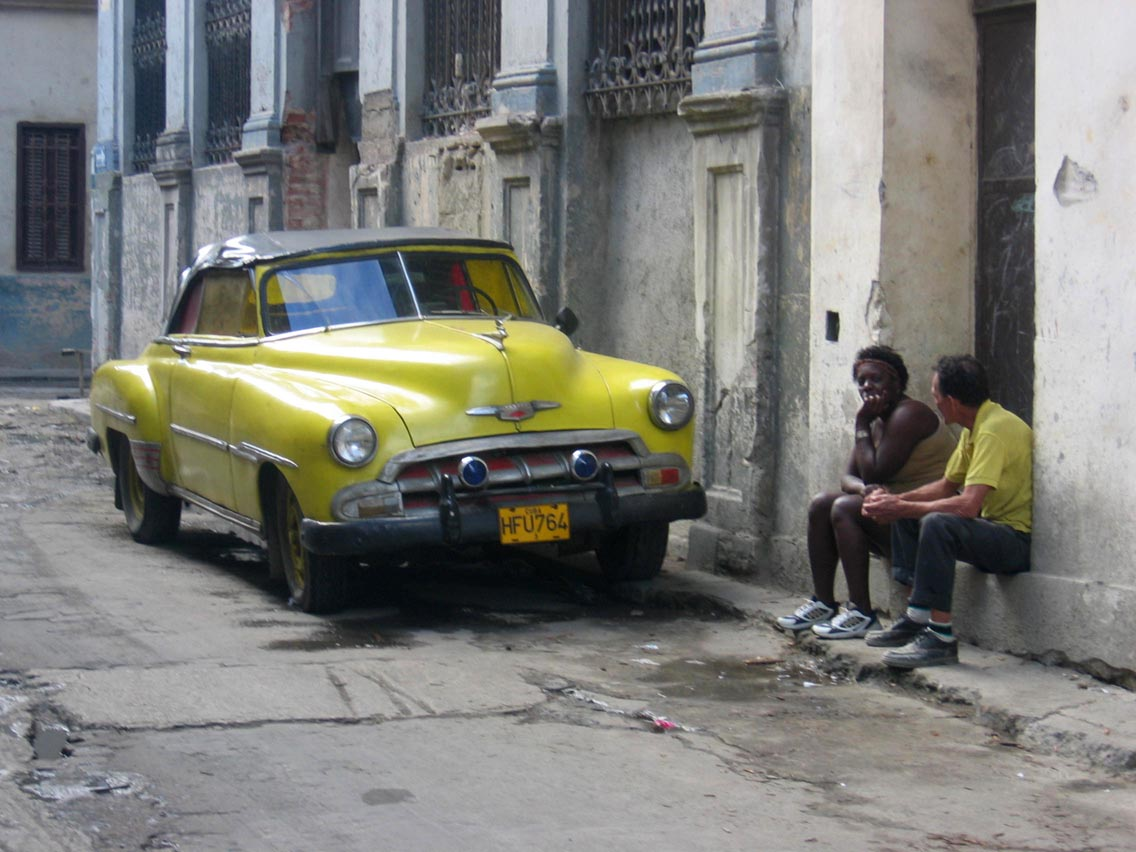
Un automóvil Chevrolet de 1952 en la ciudad de La Habana.

Durante los años de influencia soviética en Cuba (1960-1991) los Ladas, Moskvitchs y Volgas se convirtieron en los principales autos importados por el régimen comunista, principalmente para el uso estatal. Como resultado de estas restricciones políticas y económicas internas, hasta actualidad los cubanos comunes y corrientes no pueden comprar de forma independiente automóviles nuevos o usados, tanto de origen asiáticos como europeo, en concesionarios privados.
Los únicos automóviles estadounidenses que pueden ser comprados para el uso privado en Cuba, y por lo tanto utilizar matrículas o patentes particulares, son aquellos que estuvieron previamente registrados para el uso privado y que fueron adquiridos antes del triunfo de la Revolución Cubana en 1959. No obstante, si el dueño no tiene los papeles correspondientes, denominados localmente “traspaso”, el vehículo no puede ser legalmente vendido.
Los automóviles estadounidenses existentes para cuando comenzó el embargo han sido preservados mediante el cuidado y el ingenio. Y que había tantos de éstos debido a la pasada existencia de una fuerte clase media cubana, los coches clásicos han sido más la regla que una excepción en Cuba. Incluso el hijo del hasta fines de 1958 dictador Fulgencio Batista poseía un Corvette de 1956.
Debido al constante buen cuidado, muchos de los mismos se mantienen en buen funcionamiento porque los cubanos han sido capaces de adaptar una menor cantidad de repuestos disponibles para que los mismos puedan seguir andando. Los dueños de estos “tanques yanquis” están sentados sobre una “mina de oro” potencial que, si se levantase el embargo, los cubanos que los poseen podrían hacerse rápidamente de dólares, al eventualmente poder vendérselos a coleccionistas y restauradores estadounidenses.

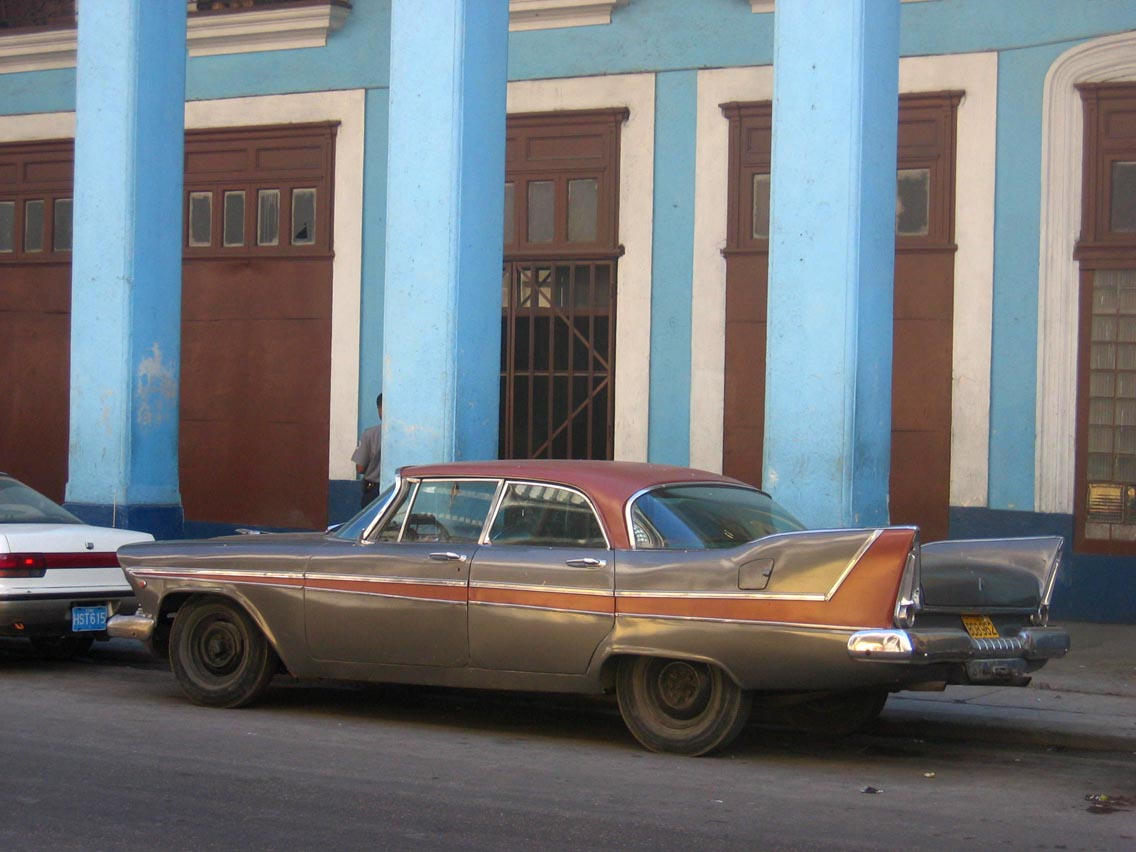
Un coche Plymouth Fury de 1958 en la capital cubana.

Por otro lado, muchos de estos vehículos, especialmente aquellos que prestan servicios como taxis, han sido reconvertidos para que puedan aceptar motores de repuesto, usualmente de tipo diésel de origen soviético. Afortunadamente esa modificación les ha dado una nueva vida a esos autos. Los límites prácticos a la longevidad de los motores, la escasez de las autopartes de repuesto y el alto costo del combustible en la post Guerra Fría (el cual era de aproximadamente 75 centavos de dólar por litro en el verano boreal de 2002.
Los cubanos han hecho de los motores diésel (con un costo de combustible que en 2004 estaba entre 15 y 20 centavos estadounidenses por litro), una opción popular para el reemplazo de motores, si no se podía adquirir un motor de explosión a gasolina adecuado. No obstante, los antiguos automóviles estadounidenses que aún circulan por las calles y carreteras cubanas en la actualidad tienen “relativamente altas ineficiencias” debido en gran parte a la falta de moderna tecnología. Esto ha resultado en un incremento del consumo de combustible, así como para ayudar respecto de las serias dificultades económicas de sus dueños. Con estas ineficiencias, tuvo lugar una notable caída en los viajes, desde “un promedio de casi 3.000 kilómetros por año a mediados de los años 1980 a menos de 800 km por año en 2000-2001”.

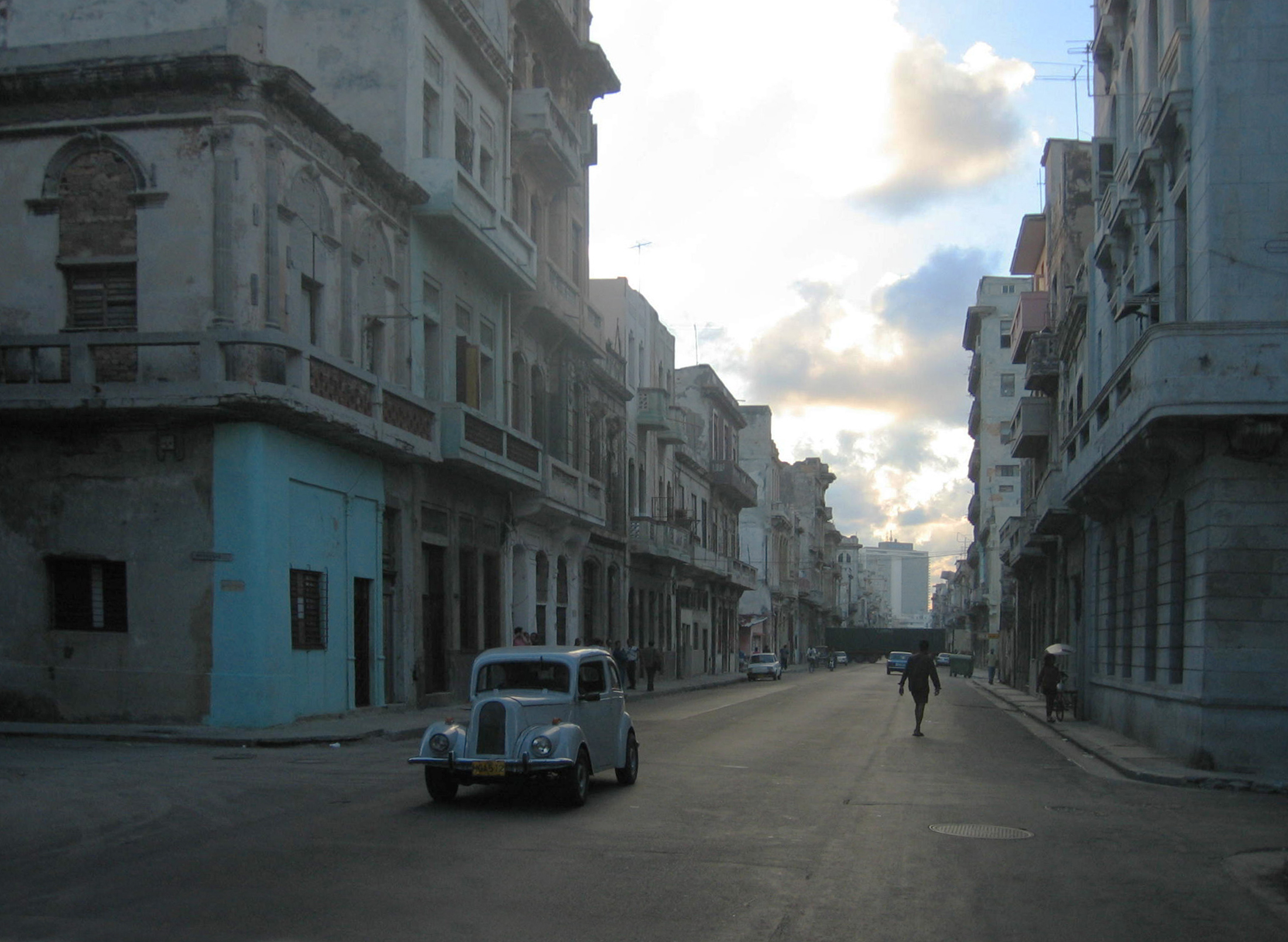
Un auto Ford Anglia británico avanzando por una solitaria calle de La Habana.

Como el pueblo cubano en general tiene una tendencia natural a ahorrar la máxima cantidad de dinero posible, una vez que los viajes ya fueron realizados los automóviles suelen ser cargados con un peso mayor al máximo originalmente permitido por su fabricante, además de viajar sobre carreteras decadentes, resultando en aún mayor abuso de vehículos que ya están mal mantenidos.
La extrema falta o escasez de autopartes es un resultado directo del embargo estadounidense a Cuba, el cual fue a su vez consecuencia de la radicalización comunista de la Revolución Cubana a partir de 1961. No obstante, ha habido conversaciones acerca de relajar el embargo, lo cual ya se ha hecho durante los últimos años respecto de algunos alimentos básicos, aunque se exige que el gobierno castrista los pague al contado efectivo. El expresidente estadounidense Bill Clinton, quien fuese el primer mandatario de su país entre el 20 de enero de 1993 y principios de 2001, ha abogado en favor de que los ciudadanos norteamericanos puedan enviar hasta 300 dólares por mes a la isla y permitir “correo directo entre Cuba y los Estados Unidos, suspendido en 1963, serían ahora restablecido”. Esto les permitiría a las familias de exiliados cubanos que viven en los Estados Unidos (sobre todo en el sur del estado de la Florida en general y en el área metropolitana de la ciudad de Miami en particular) enviar las autopartes necesarias a sus familiares residentes en la isla -asumiendo que las mismas puedas ser localizadas o ubicadas- para que estas puedan realizar las reparaciones necesarias.
En la actualidad se estima que hay unos 173.000 autos en Cuba, de estos se desconoce cuántos son ‘tanques yanquis’ y son considerados dignos de las carreteras”.

### En la cultura popular
En el episodio de la serie animada estadounidense Los Simpson titulado "The Trouble with Trillions", Homer, el señor Burns y Smithers están en Cuba. No obstante, el anciano Burns -quien evidentemente está parece estar confundido respecto de en qué época se encuentra- ve “el nuevo Packard acerca del cual hemos estado oyendo tanto”, aunque Packard dejó de producir automóviles en 1958.
Por su parte, en la versión australiana de la serie competitiva The Amazing Race Australia 2, se les pidió a los equipos participantes encontrar un determinado auto clásico marcado (el cual es un tanque yanqui), en el Aeropuerto Internacional José Martí de la ciudad de La Habana y se les pidió poder encontrar el camino hasta el mundialmente famoso club nocturno Tropicana.

## Nota y referencias
- Esta obra contiene una traducción  derivada de «Yank tank» de Wikipedia en inglés, publicada por sus editores bajo la Licencia de documentación libre de GNU y la Licencia Creative Commons Atribución-CompartirIgual 4.0 Internacional.

1. 1 2 3  Schweid, 2004, p. 9.
2. ↑  William M. LeoGrande, A Politics-Driven Policy (“Una política guiada por la política”), NACLA Report on the Americas (“Informe del NACLA de las Américas”, N° 34, 2000, pág. 35.
3. ↑  John F. Ross, Viva Vintage, Smithsonian (publicación del Instituto Smithsoniano), N° 32, 2001, pág. 62.
4. ↑  Ross, Viva Vintage, pág. 62.
5. ↑  Schweid, 2004, p. 13.
6. ↑  Schweid, 2004, p. 142.
7. ↑  Schweid, 2004, p. 168.
8. ↑  LeoGrande, A Politics-Driven Policy, pág. 35.
9. ↑  James P. Warren y Marcus P. Enoch, Mobility, energy, and emissions in Cuba and Florida (“Movilidad, energía y emisiones en Cuba y Florida”) - Transportation Research Part D: Transport and Environment (“Movilidad, energía y emisiones en Cuba y Florida – Investigación del transporte Parte D: Transporte y medio ambiente”), N° 11, 2006, pág. 35.
10. ↑  Warren y Enoch, Mobility, energy, and emissions in Cuba and Florida, pág. 35.
11. ↑  Warren y Enoch, Mobility, energy, and emissions in Cuba and Florida, pág. 35.
12. ↑  Philip Brenner, Washington Loosens the Knot (“Washington aloja el nudo”), NACLA Report on the Americas N° 32, 1999, páginas 41-48.
13. ↑  Marcus Enoch y otros, The Effect of Economic Restrictions on Transport Practices in Cuba, Transport Policy (“El efecto de las restricciones económicas cobre las prácticas de transporte en Cuba, política de transporte”), N° 11, 2004, pág. 70.